# Faraglioni

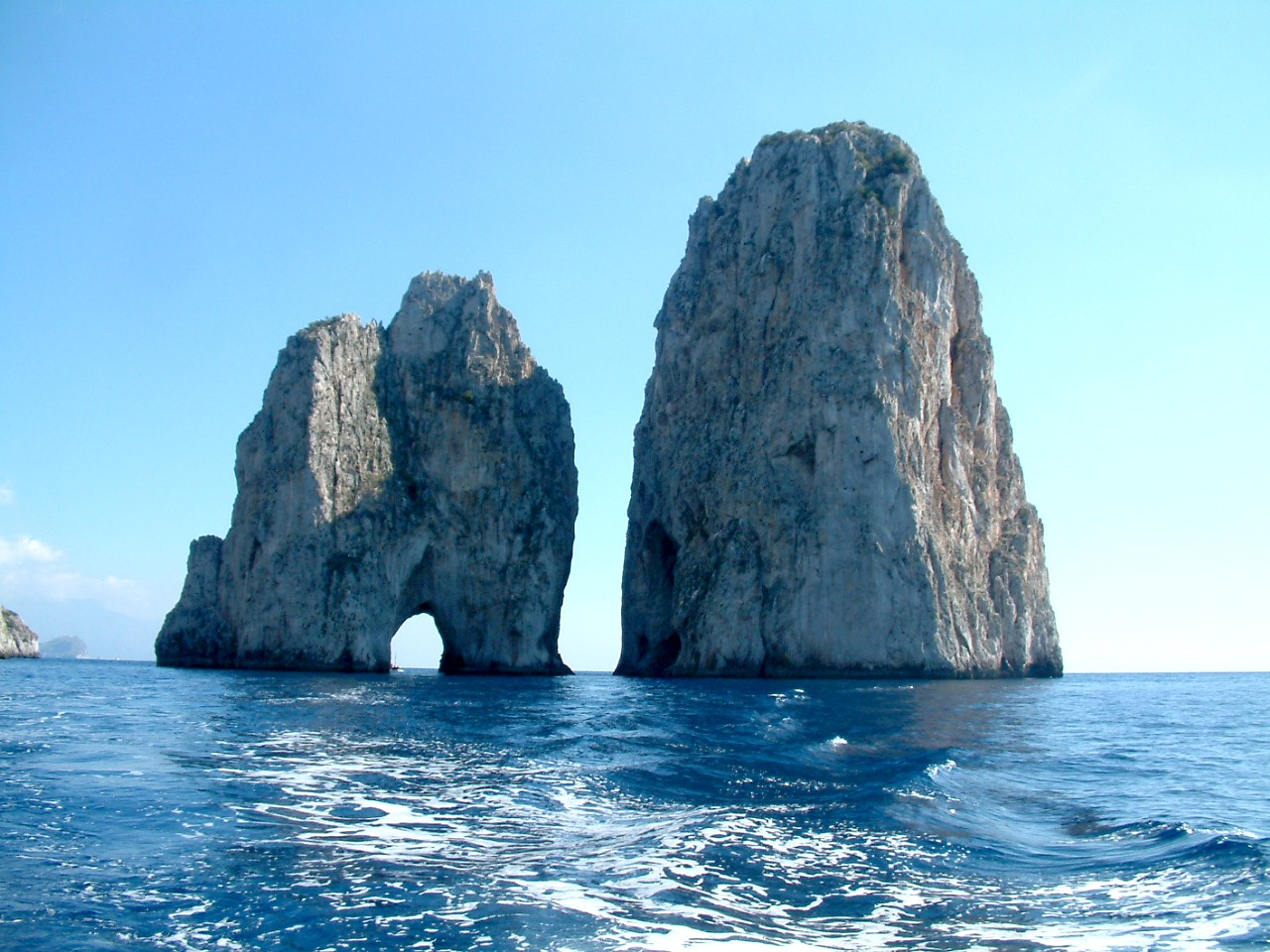
Capri – skały Faraglioni – Faraglione di mezzo i Scopolo

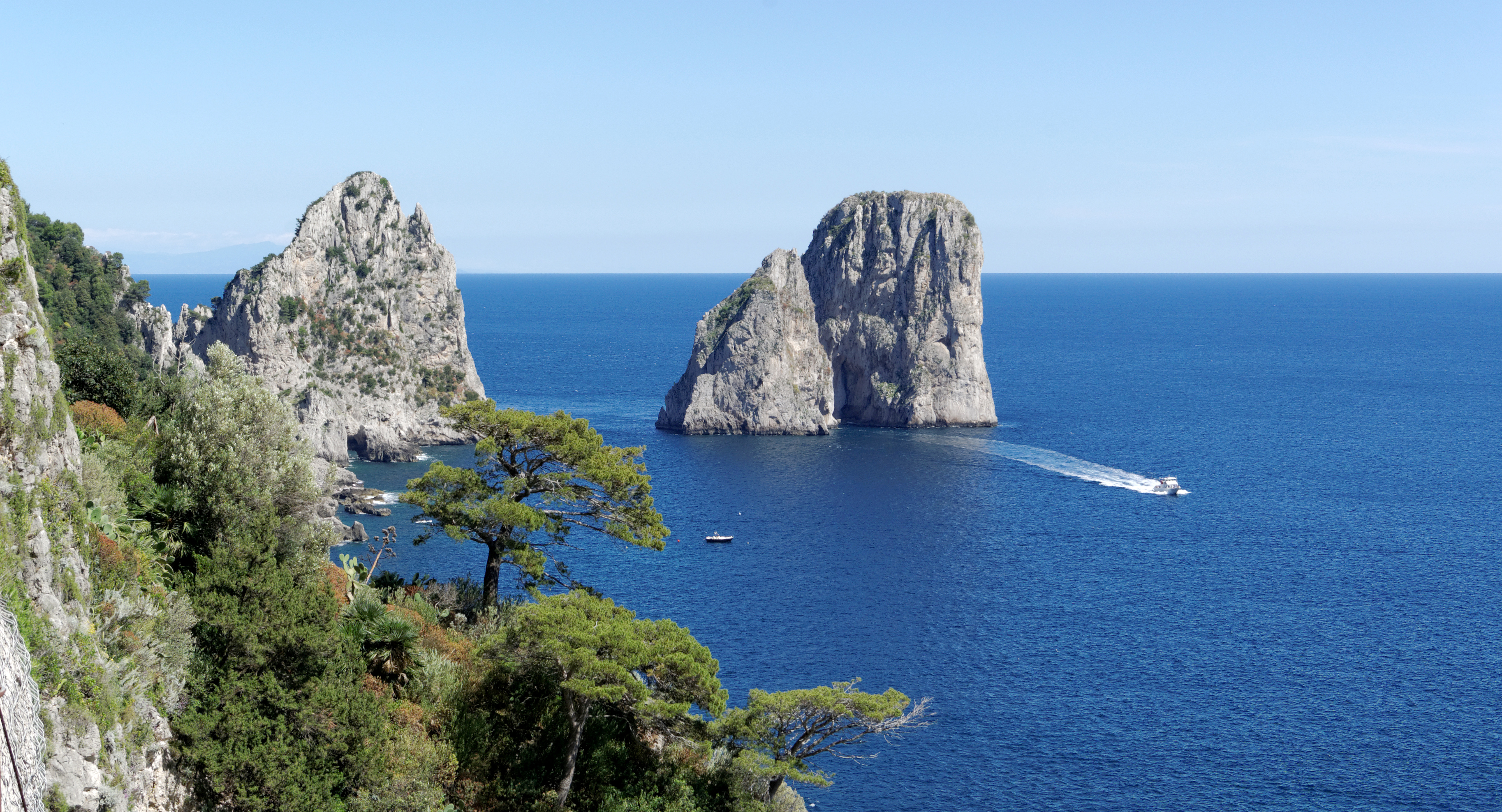
Faraglioni - Widok z góry

Faraglioni – formacje skalne wypiętrzające się z morza w pobliżu lądu. Przez erozyjną działalność wody i wiatru mają ostre kształty. Najbardziej znane są skały znajdujące się w pobliżu wyspy Capri, przy wejściu do Marina Piccola. Grupę trzech Faraglioni tworzą:
- Stella – położona najbliżej wyspy skała o wysokości 109,0 m
- Faraglione di mezzo o wysokości 81,0 m. W skale o długości 60,0 m znajduje się otwór przypominający bramę, przez który przepływają niewielkie stateczki wycieczkowe
- Scopolo – najbardziej oddalony od wyspy o wysokości 104,0 m

Nieco oddalony od nich i niższy to czwarty Faraglion zwany Monacone. Dawniej widywano na nim niewielką kolonię fok mnisich.
Na skałach żyje rzadki podgatunek jaszczurki murowej (Lacerta muralis coeruela) nazywany po włosku Lucertola azzurra od koloru ciała.